# Striker (mascota)
Striker fue la mascota representativa de la Copa Mundial de Fútbol celebrada en 1994.

## Historia
Fue creado por los estudios de animación de Warner Bros., vestía los colores de la bandera estadounidense y estaba acompañado de su infaltable balón de fútbol. Striker nació el 3 de marzo de 1994, y representaba el esfuerzo, la autosuperación personal, la fidelidad y el trabajo en conjunto.
Fue parte de una estrategia de mercadeo alrededor de su figura, como mascota de la Copa Mundial de Fútbol.